# 辛哈亨巴赫
辛哈亨巴赫是德国莱茵兰-普法尔茨州的一个市镇。总面积7.60平方公里，总人口205人，其中男性108人，女性97人（2011年12月31日），人口密度27人/平方公里。